# 安栾河
安栾河，位于中华人民共和国山东省济南市平阴县的一条黄河支流。

## 流域
安栾河全长约20公里，流域面积74平方公里，发源于平阴县安城镇东南部的山区，流经段天、安城，流入栾湾，汇入栾湾东南部山峪来水后，流经东平洛村，在望口山流入黄河。平阴县志所记载的平阴八景中的“天井飞泉”在安栾河上游。